# Ляховський Іван Григорович
Іван Григорович Ляховський (нар. 19 серпня 1950, с. Угринь, Україна) — український актор, режисер. Народний артист України (2016). Член НСЖУ (2000).

## Життєпис
Іван Григорович Ляховський народився 19 серпня 1950 року в селі Угрині Чортківського району Тернопільської області, Україна.
Закінчив Теребовлянське культурно-освітнє училище (1968, нині вище училище культури, курс Анатолія Бобровського та Павла Загребельного), режисерське відділення Київського інституту культури (1972, нині національний університет культури і мистецтв).
Від 1973 — в Тернопільському драматичному театрі (нині академічний театр), одночасно від 2004 — викладач Тернопільського музичного училища.

## Творчий доробок

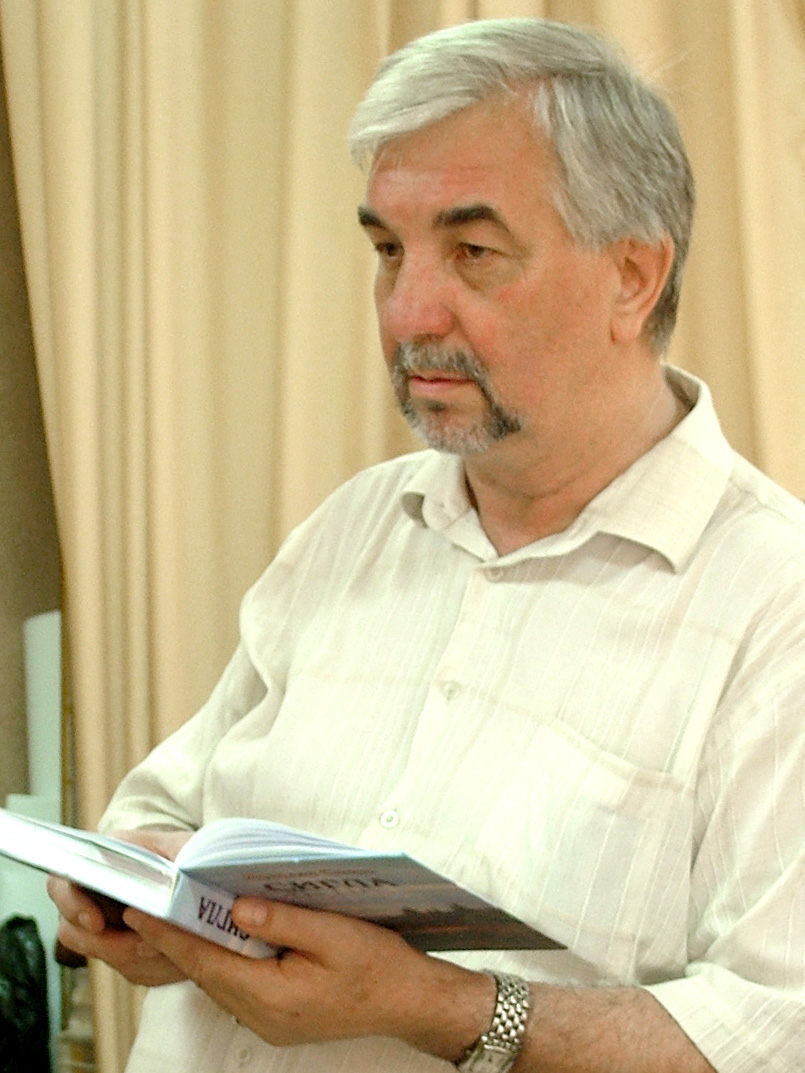
Іван Ляховський читає вірші Ярослава Сачка під час презентації збірки поета «Сигла» в ТОКМ (16.08.2008)

### Ролі
Зіграв понад 110 ролей, зокрема:
- Гетьман Дорошенко (однойменна п'єса Людмили Старицької-Черняхівської),
- Націєвський, Чаплинський, Золотницький, Хвиля («Мартин Боруля», «Гріх і покаяння», «Хазяїн», «Житейське море» Івана Карпенка-Карого),
- Голохвостий («Дамських справ майстер» В. Ільїна, Владлена Лукашова за п'єсою Михайла Старицького «За двома зайцями»),
- Освальд Альвінґ («Привиди» Генріка Ібсена).
- Карпо, Омелько («Кайдашева сім'я» за Іваном Нечуєм-Левицьким),
- Виборний («Наталка Полтавка» Івана Котляревського),
- Чуб («Ніч перед Різдвом» за Миколою Гоголем),
- Йосип Бичок («Глитай, або ж Павук» Марка Кропивницького),
- Степан, Голохвостий («Маруся Богуславка», «За двома зайцями» Михайла Старицького),
- Граф («Коханий нелюб» Ярослава Стельмаха),
- Князь Орловський («Кажан» Йогання Штраусса),
- Симон Ренар («Марія Тюдор» Віктора Гюґо).

## Режисура
Режисер вистав
- «Ну, вовче, постривай!» Олександра Курляндського[ru] та Аркадія Хайта (1980),
- «Матріополь» Валентина Тарнавського (1995, інсценізація Богдана Мельничука),
- «Соломія Крушельницька» (1995, у співавторстві з Богданом Мельничуком).

## Інше
Знімався в кіно.

## Доробок
Автор публікацій у пресі, нарисів про акторів.
Автор збірок поезій:
- «Актор» (2000; Тернопіль),
- «Двох муз слуга» (2013; Тернопіль).[1]

## Звання і нагороди
- Заслужений артист України (1991).
- Народний артист України (2016).[2]